# Опаренко Михайло Петрович
Михайло Петрович Опаренко (21 січня 1915, Київ — 21 квітня 1995, м. Челтнем, Велика Британія) — український льотчик у Польських військово-повітряних силах та Королівських військово-повітряних сил Великої Британії, громадський діяч.

## Дитячі роки та навчання
Михайло Опаренко народився у сім'ї банківського службовця Петра Опаренка, який під час Першої світової війни був призваний до Російської армії як військовий чиновник. У 1918 році він перейшов на українську службу, у 1920 році — особистий секретар при військовому міністрі УНР Володимирові Сальському. Наприкінці листопада 1920 року ранговий Петро Опаренко після поразки Армії УНР разом зі своєю сім'єю опинився у таборі для інтернованих українських вояків у м. Каліш, згодом у Чехословаччині, звідки повернулися до Польщі. Михайло продовжив навчання в Українській гімназії ім. Тараса Шевченка у м. Каліш.
Влітку 1932 року Михайло Опаренко закінчував гімназію, мав складати випускні екзамени, мав мрію стати військовим. Його батько звернувся за допомогою до військового міністра еміграційного уряду УНР генерала Володимира Сальського, який відмовив, пояснивши, що випускники Української гімназії не мають достатньої підготовки для навчання військовій справі у польських закладах. Після цього батько забрав свого сина з Української гімназії й відправив його на навчання до Варшави. У столиці він відвідував спеціальні підготовчі курси для дорослих, з січня 1933 року розпочав навчання у 6-му класі варшавської V міської державної гімназії, яку успішно закінчив у травні 1935. Під час навчання він зайнявся активною суспільно-громадською діяльністю, був одним з членів управи української студентської корпорації «Запоріжжя» у Варшаві.

## Служба у польському війську
Після закінчення гімназії, за клопотанням генерала Володимира Сальського, 28 серпня 1935 року Михайло поступив до офіцерського училища. Але його мрією була авіація, тому він декілька разів безуспішно просив про переведення до школи підхорунжих авіації. Тільки, після залучення генерала В. Сальського, 18 січня 1937 року він приступив до навчання у престижній «Школі орлят», як часто називали школу підхорунжих авіації у м. Демблін над Віслою. У червні 1939 року після проходження повного циклу навчання за програмою льотчика-спостерігача, він як і інші курсанти, був направлений до військової частин для проходження тримісячної практики, після якої мали отримати перший офіцерський чин підпоручика.
1 вересня 1939 року Німеччина напала на Польщу. Внаслідок цього всім випускникам військових шкіл були достроково присвоєнні військові звання. Михайлові Опаренку надано перше офіцерське звання — підпоручик. Проте як син українських емігрантів він не мав громадянства, тому для дальшого проходження військової служби підписав контракт з польським військовим міністерством.
Ескадрилья, в якій служив Михайло Опаренко, виконувала бойові завдання (бомбардування та розвідка). Вранці 18 вересня ескадрилья була евакуйована до Румунії. Після короткого інтернування Михайлу Опаренку вдалося через Югославію та Грецію у січні 1940 року добратися до Франції, де на той перебував еміграційний польський уряд, формувалося Військо Польське і яке потребувало кваліфікованих авіаційних кадрів.

## У Великій Британії
У червні 1940 року після поразки Франції Михайло Опаренко, як і 4,5 тис. польських військових льотчиків, польський еміграційний уряд, перебрався до Великої Британії. Залишаючись польським контрактним офіцером, у липні того ж року він вступив за вільним наймом до Королівських Військово-Повітряних Сил.
Упродовж майже всієї Другої світової війни Михайло Опаренко служив у навчальних частинах, де літав на різних бойових літаках. У подальшому його перевели до польського 307-го дивізіону нічних винищувачів, а потім у травні 1945 року до 51-го Осередку бойової підготовки екіпажів, де й готував екіпажі нічних винищувачів.
На початку січня 1947 року Польські Збройні Сили у Великій Британії були розформовані, тому контрактна служба Михайла Опаренка в польській військовій авіації завершилася, а ще через два роки був демобілізований із Королівських військово-повітряних сил.
На цей час він мав звання флайт-лейтенант (відповідає званню капітана), був відзначений нагородами різних країн: двічі польським «Хрестом хоробрих» («Krzyż Walecznych»), британськими «Зіркою за війну 1939—1945» («1939 — 1945 Star»), «Зіркою за Атлантику» («Atlantic Star»), «Медаллю оборони» («Defense Medal») та «Медаллю за війну 1939—1945» («War Medal 1939—1945»), а також французькими «Хрестом комбатанта-добровольця» («Croix du Combattant Volontaire»), «Хрестом комбатанта» («Croix du Combattant») та «Пам'ятною медаллю за війну 1939—1945» («Medaille Commemorative 1939—1945»).
Після завершення своєї військової кар'єри Михайло Опаренко здобув диплом фахівця з англійського конституційного права, закінчивши Кембріджський університет. Декілька років працював у радіокомпанії ВВС. У 1955 році він перейшов до британського Міністерства закордонних справ, де працював до самого виходу на пенсію. Паралельно також займався приватною перекладацькою діяльністю.
Михайло Опаренко помер 21 квітня 1995 року у м. Челтенхем у графстві Глочестершір і був похований на місцевому цвинтарі.
Михайло Опаренко був двічі одружений. Від першого шлюбу мав одну дитину — дочку Христину, яка мешкає у Великій Британії. Вона авторка кількох праць про Україну та український фольклор.

## Громадська діяльність
У другій половині 1940-х — 1960-х Михайло Опаренко активно включився до суспільно-громадського життя української еміграції у Сполученому Королівстві. У 1946—1948 роках він був обраний генеральним секретарем Союзу українців у Великій Британії та головою Контрольної комісії цієї організації. У липні 1949 роках він був призначений головою Представництва Виконавчого Органу Української Національної Ради (УНРада) у Великій Британії.
Михайло Опаренко, як син військового емігранта та випускник польської військової школи, мав бути зарахований на дійсну військову службу в Армії УНР з присвоєнням першого старшинського рангу хорунжого. Проте через війну такий наказ Війська УНР не був виданий. 16 березня 1950 року Опаренко подав до Міністерства військових справ Уряду УНР в екзилі свою «анкету-освідчення» і після розгляду спеціальною комісією 27 березня 1950 року йому було присвоєне звання сотника. Згодом український еміграційний уряд 1 лютого 1961 року надав йому чергове звання майора та нагородив Військовим Хрестом.